# شعب كيراتي
شعب كيراتي (تلفظ كيراتا بالسنسكريتية؛ تلفظ أيضًا كيرانت أو كيرانتي)، هم جماعة عرقية صينية تبتية. يعتقد الكيراتي بكونهم سكانًا أصليين لمنطقة الهملايا، معظمهم في منطقة الهيمالايا الشرقية في شبه القارة الهندية، ممتدين شرقًا من نيبال إلى الهند.

## أصول التسمية
كلمة كيراتا هي اشتقاق من كلمتي كيراتي أو كيرانتي لتسمية مجموعة من الناس في شرق نيبال وشمال شرق الهند.
تقول إحدى المدارس أن التسمية قادمة من الكلمة السنسكريتية كيراتا التي وجدت في ياجورفيدا؛ إذ يوصفون بأنهم شعب جبلي «وسيم» وصيادون في الغابات. يوصفون بـ «كيراتا» في ملحمتي مهابهاراتا وكيرتارجونية.

## تاريخ
وفقًا لبيستا، فإن شعب كيراتا («كيرات»، و«كيراتا»، و«كيرانتي») شعب قديم ارتبط بتاريخ نيبال منذ آلاف السنين. يشير ذكر الكيراتي، سكان نيبال القدماء، في الفيداس، ومشاركتهم في معارك ماهبهارات، إلى العلاقة التاريخية والحركة السكانية بين الهند ونيبال. تصف بعض المصادر المستقاة من الأساطير من وادي كاتماندو الكيراتي بأنهم حكام منذ وقت مبكر هناك، مستلمين السلطة من الغوبال والأبيرا، اللتان كانتا قبيلتين من رعاة الأبقار.

## الكيراتي في المهابهاراتا

### المعارف الحديثة
يتفق المؤرخون المعاصرون على نحو واسع على أن التبادل الثقافي واسع النطاق والزواج المتبادل حدث في منطقة الهيمالايا الشرقية بين السكان الأصليين -الذين يطلق عليهم كيرات- وسكان التبت المهاجرين، بالغًا ذروته خلال القرنين الثامن والتاسع.
ظهرت موجة أخرى من الصراع السياسي والثقافي بين مُثُل خاس وكيرات في منطقة كيرات الواقعة في نيبال اليوم خلال الربع الأخير من القرن الثامن عشر. أحدثت مجموعة من المخطوطات من القرنين الثامن عشر والتاسع عشر، التي لم تُدرس ولم تنشر حتى اليوم من قبل المؤرخين، فهمًا جديدًا لهذا الصراع. هذه المصادر التاريخية هي من بين تلك التي جمعها بريان هوتون هودجسون (دبلوماسي بريطاني ومستشرق ذاتي التدريب عُين في كاتماندو خلال الربع الثاني من القرن التاسع عشر) ومساعده الرئيسي في مجال الأبحاث، العالم كهراد جيتهان موهان.
على مدى أكثر من ألفي سنة، تم تحديد جزء كبير من شرق الهيمالايا كموطن لشعب كيرات، والذي تعرف غالبيته اليوم باسم راي وليمبو وليبشا وسوناور وياكخا. في العصور القديمة، عُرفت منطقة الهيمالايا بأكملها باسم مملكة كيمبوروشا ديشا كيمبوروشا (أيضًا، كيراتا براديش)، أي مملكة كيراتا، وهي عبارة مستمدة من مصطلح سنسكريتي استُخدم لتحديد هوية الأشخاص من أصل كيراتي. توجد أولى الإشارات للكيرات كسكان رئيسيين في منطقة الهيمالايا في نصي أثارفاشيشا ومهابهاراتا، اللذان يعتقد أنهما يعودان إلى ما قبل القرن التاسع قبل الميلاد.
على مدى أكثر من ألف عام، استوطن الكيرات وادي كاتماندو، حيث أقاموا سلالتهم الحاكمة. حسب تاريخ نيبال، حكم الكيرات لنحو 1225 عامًا (بين 800 قبل الميلاد وحتى 300 ميلادية). كان لحكمهم 29 ملكًا. يشكل سكان كيرات في الوادي جنبا إلى جنب مع أستراليود الأصليين والمتحدثين الآسترو آسيوين قاعدة السكان الذين شكلوا لاحقًا سكان نيوار. مع مرور الوقت، استقرت مجموعات كيراتية أخرى، تعرف باسم راي، وليمبو، ولبشا، وسونوار أكثر الشيء في منطقة كوشي التي تضم نيبال الشرقية وسيكيم ودارجلينغ. يتمتع شعب ليمبو بتشكيلهم المميز لكيرات موندوم، التي تعرف باسم سوما سامانغ أو يومايزم؛ إذ يبجلون آلهة عليا تدعى تاغيرا نينغوابونغ.
إلى جانب عبادة الأسلاف، يعبد الكيراتي أضيًا الطبيعة الأم.

## وصلات خارجية
- شعب كيراتي على موسوعة بريتانيكا